# Albert Bassermann
Albert Bassermann (født 7. september 1867, død 15. maj 1952) var en tysk teater- og filmskuespiller. Han blev anset for at være en af Tysklands største tysktalende skuespillere og modtog den berømte Iffland-Ring. Han var gift med Elsa Bassermann, som han ofte spillede sammen med.